# Grupul de la Craiova
Grupul de la Craiova este o alianță între patru țări europene  – România, Bulgaria,Grecia și Serbia –  pe modelul Grupului de la Visegrád pentru a promova integrarea acestora în Uniunea Europeană dar și pentru a forma un grup de cooperare energetică, economică și de transport.
România și Bulgaria au aderat amândouă la Uniunea Europeana pe 1 ianuarie 2007, iar Serbia este în negocieri din ianuarie 2014.
Grupul și-a început existența după o întâlnire a șefilor de guvern pe data de 24 aprilie 2015 în Craiova, locul care a influențat și numele grupului.
Grecia s-a alăturat organizației în octombrie 2017, în cadrul ședinței organizate în Varna, Bulgaria.
Una dintre primele inițiative, după o întâlnire la Vidin, Bulgaria, a fost consolidarea rețelelor de telecomunicații din zonele de frontieră ale țărilor. Alte obiective includ ajutarea Serbiei la aderarea la Uniunea Europeană și construirea unei autostrăzi care să facă legătura între București, Sofia și Belgrad.
La 2 noiembrie 2018, prim-ministrul Bulgariei, Boiko Borisov, a declarat că primul ministru al Greciei, Alexis Tsipras, a propus o ofertă comună pentru Cupa Mondială FIFA 2030 de către Bulgaria, România, Serbia și Grecia în timpul întâlnirii de la Salonic.